# احمد عزیزی
احمد عزیزی (زادهٔ ۴ دی ۱۳۳۷ – درگذشتهٔ ۱۶ اسفند ۱۳۹۵) شاعر معاصر کُرد اهل ایران و ارائه‌دهندهٔ سبک جدیدی از مثنوی بود که در زمینهٔ شعر آیینی و انقلاب با درونمایه‌ای عرفانی فعال بود. وی بر اثر بروز یک بیماری، ۹ سال پایان عمرش را با سطح هشیاری پایین به سر برد.

## زندگی‌نامه
احمد عزیزی در ۴ دی ماه ۱۳۳۷ در سرپل ذهاب استان کرمانشاه در خانواده‌ای کُرد به دنیا آمد. وی قبل از رفتن به دبستان، خواندن و نوشتن را بدون داشتن معلم و تنها از روی کنجکاوی و دقت به نوشته‌های روی تابلوها و اسامی خیابان‌ها و… فراگرفت.
وی قبل از پیروزی انقلاب به‌دعوت شمس آل احمد به تهران رفت و دیداری نیز با مرتضی مطهری داشت. وی با آغاز جنگ به‌همراه خانواده به تهران نقل مکان کرد و برای مدتی ساکن شهرستان نور در مازندران شد، سپس در تهران اقامت گزید و به همکاری با روزنامه جمهوری اسلامی پرداخت.
وی سرودن شعر را از سال‌های جوانی با مجلهٔ جوانان آغاز کرد. وی از پانزدهم اسفندماه ۱۳۸۶ به علت کاهش سطح هوشیاری ناشی از تشنج، بیماری قلبی و کلیوی در بخش آی‌سی‌یو بیمارستان بستری بود. با تأکید رهبر جمهوری اسلامی ایران پس از دیدار با وی، مسئولان بر آن شدند که وی را جهت درمان به خارج از کشور اعزام کنند.

## فعالیت‌های ادبی
از وی آثار شعر و نثر ادبی متعددی به جا مانده است. تمایل سبک وی به معنویت و عرفان اسلامی با فرم جدیدی از مثنوی — ملهم از مثنوی مولوی — در شعر معاصر قابل توجه است. این سبک تأثیر زیادی در شعر معاصر گذاشته است. اشعار عزیزی با عرفان اسلامی آمیختگی دارد و تمجید از اهل‌بیت در بیشتر آثارش دیده می‌شود. او مثنوی‌هایش را غالباً با وصف طبیعت آغاز می‌کرد و با تمهیدات گوناگون و با توسل به مناسبات و ترکیبات نو و تجنیسات سنتی، رفته‌رفته به موضوع اصلی گریز می‌زد. وی دست به ساختن ترکیبات نو به شیوهٔ شعرای سبک هندی نیز می‌زد. برای نمونه می‌توان به این ترکیب‌ها اشاره کرد: جبرئیل آباد الهام، آب‌بازی‌های فطرت، تابستان عزلت، تب خیس تکلم، درختان پا به ماه و کولیان شبنم فروش.

## دورهٔ بیماری
وی در ۱۵ اسفند ۱۳۸۶ تا ۱۶ اسفند ۱۳۹۵ بر اثر اختلالات کلیوی دچار اغما شد و در بیمارستان امام رضای کرمانشاه (بخش آی‌سی‌یو) بستری گردید و پس از آن به‌مدت ۹ سال (تا پایان عمر) در سطح هشیاری کمتر از نرمال سپری کرد. حال عمومی او پس از سه سال به حدی رسید که وی نسبت به محرکهای بیرونی، پاسخهای غیر کلامی نشان می‌داد و می‌توانست سخنان اطرافیان را بشنود و عکس‌العمل نشان دهد.
عزیزی در بیمارستان کرمانشاه بستری بود و طبق نظر پزشکی در آبان ۱۳۹۱ اعلام شد حال عمومی وی تغییر خاصی نداشته اما هشیاری او نسبت به قبل بهتر شده است، اگرچه هنوز توانِ صحبت‌کردن نداشت.
عزیزی در ۱۳ اسفند ۱۳۹۵ دچار نارسایی و انسداد روده شد. دو روز بعد، تحت یک عمل جراحی اضطراری قرار گرفت که به‌علت ریسک بالا، یک روز بعد از عمل، منجر به مرگ وی شد.

## درگذشت
وی پس از ۹ سال اغما در بیمارستان امام رضای کرمانشاه و به‌دنبال انسداد روده، بعد از ظهر روز دوشنبه ۱۶ اسفندماه ۱۳۹۵ در ۵۸ سالگی درگذشت.

## آثار

### به فارسی
- «کفش‌های مکاشفه» ۱۳۶۷
- «شرجی آواز» ۱۳۶۸
- روستای فطرت، انتشارات ب‍رگ‏‫، ۱۳۶۸
- «ترجمه زخم» ۱۳۷۰
- «خواب‌نامه و باغ تناسخ» ۱۳۷۱
- «باران پروانه» ۱۳۷۱
- «رودخانه رؤیا» ۱۳۷۱
- «ترانه‌های ایلیایی»، انتشارات کیهان، ۱۳۷۲
- «ملکوت تکلم» انتشارات روزنه‏‫، ۱۳۷۲
- «سیل گل سرخ» انتشارات آوای ن‍ور، ۱۳۷۲
- «غزالستان»، انتشارات کتاب نیستان، ۱۳۸۶
- «ناودان الماس» نشر کتاب نیستان، ۱۳۸۷
- «طغیان ترانه»، انتشارات کتاب نیستان، ۱۳۸۷
- «یک لیوان شطح داغ» انتشارات کتاب نیستان‏‫، ۱۳۸۷
- خواب میخک، انتشارات تکا، ۱۳۸۹
- «قوس غزل»، انتشارات علمی و فرهنگی، ۱۳۹۴
- خورشید از پشت خیزران، انتشارات سروش، ۱۳۹۴
- رؤیای رویت[۲] انتشارات سروش، ۱۳۹۷

### به کردی
- ع‍زی‍زی، اح‍م‍د، شوون میلکان: مجموعه اشعار کردی، کرمانشاه: دیباچه‏‫، ۱۳۹۶.